# Mary Kendall Browne

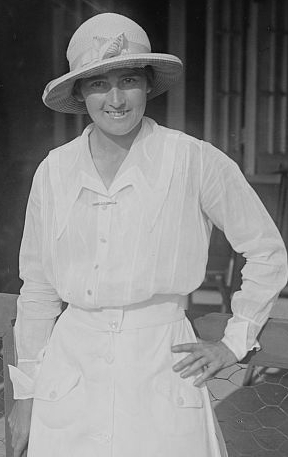
Mary Browne

Mary Kendall Browne (* 3. Juni 1891 im Ventura County, Kalifornien; † 19. August 1971 in Laguna Hills, Kalifornien) war eine US-amerikanische Tennisspielerin.

## Karriere
Ihre größten Erfolge im Tennis waren in den Jahren 1912 (Sieg gegen Eleonora Sears), 1913 und 1914 die Erfolge im Dameneinzel, Doppel und Mixed bei den US Open in Newport.
In den zwanziger Jahren des zwanzigsten Jahrhunderts gewann sie 1921 und 1925 nochmals die Doppelkonkurrenz in Forest Hills und 1926 das Damendoppel in Wimbledon. 1957 erfolgte die Aufnahme in die International Tennis Hall of Fame.
Neben ihren Fähigkeiten im Tennis war sie auch im Golf erfolgreich. So wurde sie 1924 Zweite bei den US-Damenmeisterschaften.